# Auto Union
A Auto Union foi uma fábrica alemã de automóveis fundada em 1932, durante a Grande Depressão, com a união de quatro fábricas: a Audi, a DKW, a Horch e a Wanderer. Em 1969, o grupo ganhou a participação da NSU. Mais tarde passou a se chamar apenas "Audi".
A empresa passou pelas mãos de diferentes grupos depois da Segunda Grande Guerra e, desde 1965, quando foi adquirida pela Volkswagen, evoluiu à empresa Audi atual.

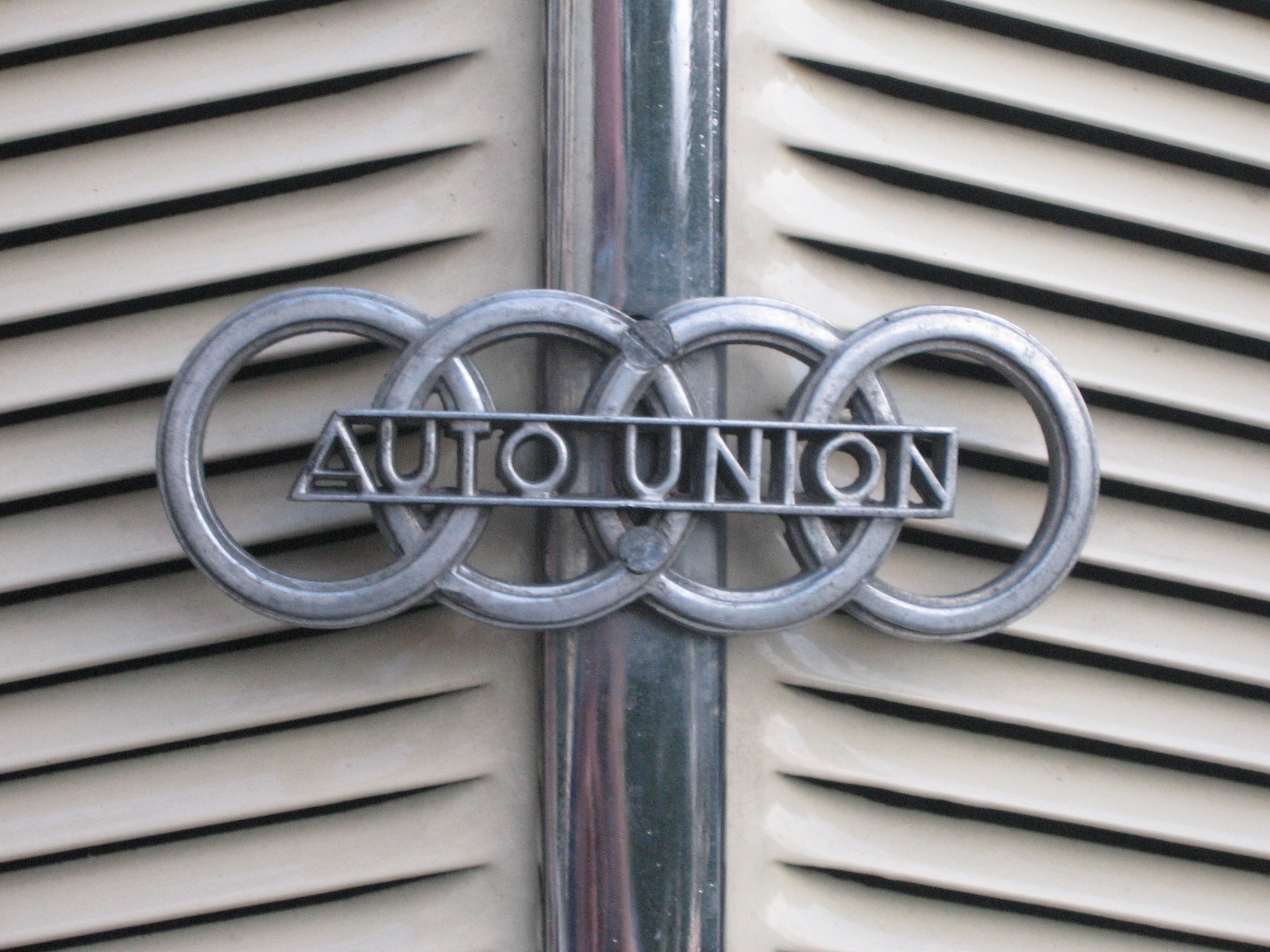
O símbolo da Auto Union consiste em quatro anéis entrelaçados em uma linha horizontal, cada um deles representando uma das quatro empresas originais. A linha horizontal foi criada para evitar confusão com as cinco argolas do símbolo associado ao Comitê Olímpico e às Olimpíadas.

As quatro empresas continuaram razoavelmente autónomas logo após a fusão, inclusive utilizando suas próprias marcas comerciais. O símbolo com as quatro argolas era inicialmente utilizado apenas para as pistas de corrida. Atualmente, as quatro argolas compõem o símbolo da Audi.
A Horch surgiu no início da indústria automobilística, no início do século XX, especializada em automóveis luxuosos de alto desempenho. Seus automóveis eram considerados melhores que os oferecidos pela Mercedes e pela Benz, quando estes ainda atuavam independentemente. Seu fundador, expulso pelos acionistas, participou da fundação da Audi em 1910.
A Wanderer atuou entre 1911 e 1939, tendo se especializado em carros com forte apelo esportivo.
Com o advento da Segunda Grande Guerra, a Auto Union se tornou um dos maiores fornecedores de automóveis para as forças armadas da Alemanha, encerrando suas atividades civis em 1940 e retornando apenas no final da década.
Após a Segunda Grande Guerra, a Alemanha empobrecida oferecia mercado apenas para os simples e robustos carros da DKW, que foi a única a permanecer ativa. Sempre produzindo automóveis com motores de dois tempos com tração dianteira.
Com a aquisição pela Volkswagen, a DKW e os motores de dois tempos foram engavetados, abrindo espaço para o ressurgimento da Audi. O último modelo da DKW, o F102, recebeu um novo motor de quatro tempos, com quatro cilindros, que serviu de ponto de partida para os atuais modelos da companhia.
A equipe de corridas da Auto Union foi a maior oponente da Mercedes-Benz nos Grandes Prêmios dos anos 1930. As "Flechas de Prata" dessas duas equipes não apenas dominaram os Grandes Prêmios mas também estabeleceram recordes que perduraram por muitas décadas. Por exemplo, as potências dos modelos de 1937 foram batidas apenas pelos carros com motores turbinados da Fórmula Um do final da década de 1980.

## Galeria de imagens

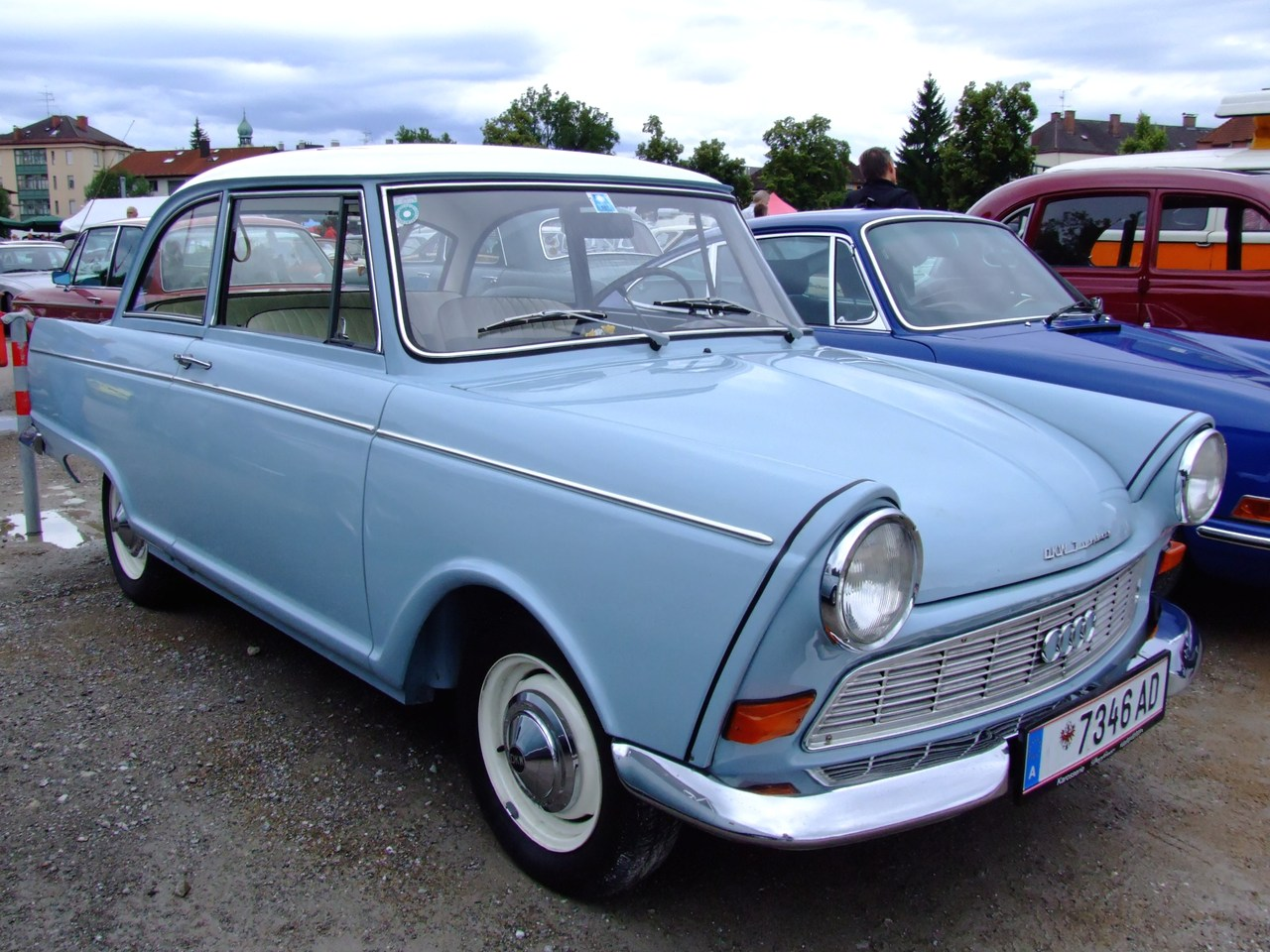
Auto Union DKW Júnior, de 1966.
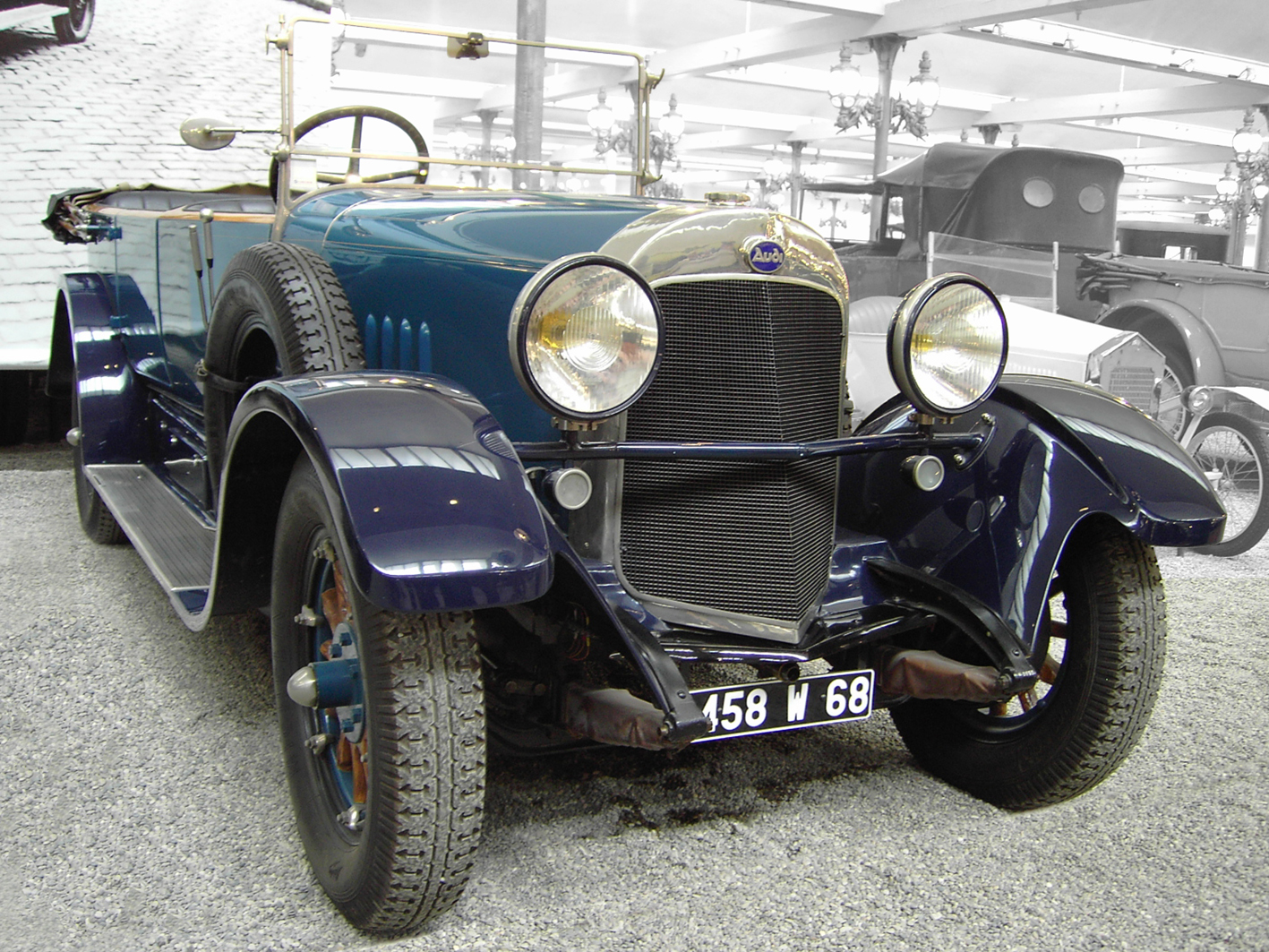
Audi tipo E.
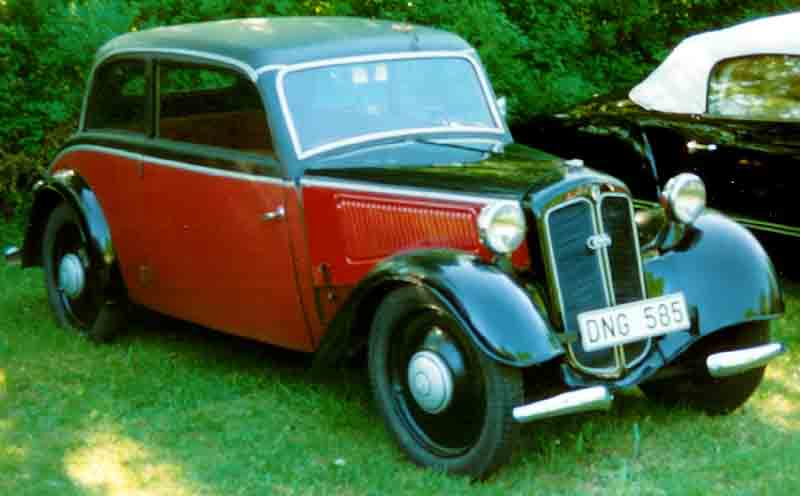
DKW F7, de 1936.
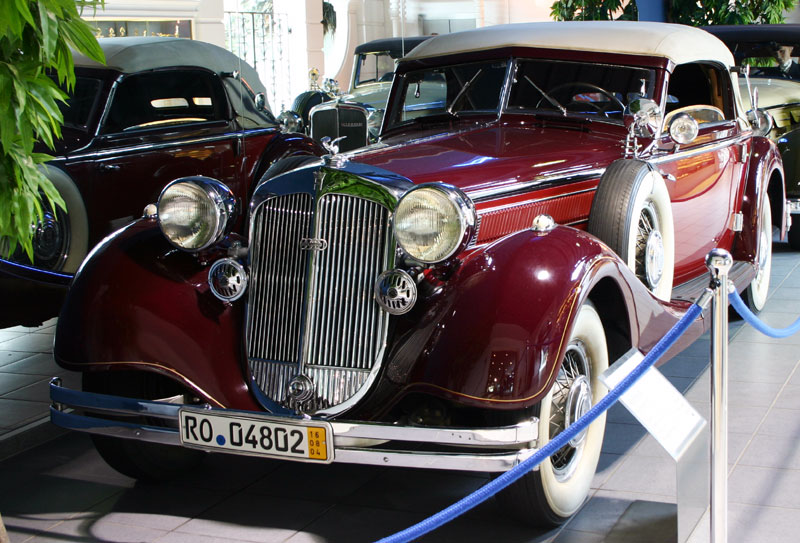
Horch 853 Cabriolet.
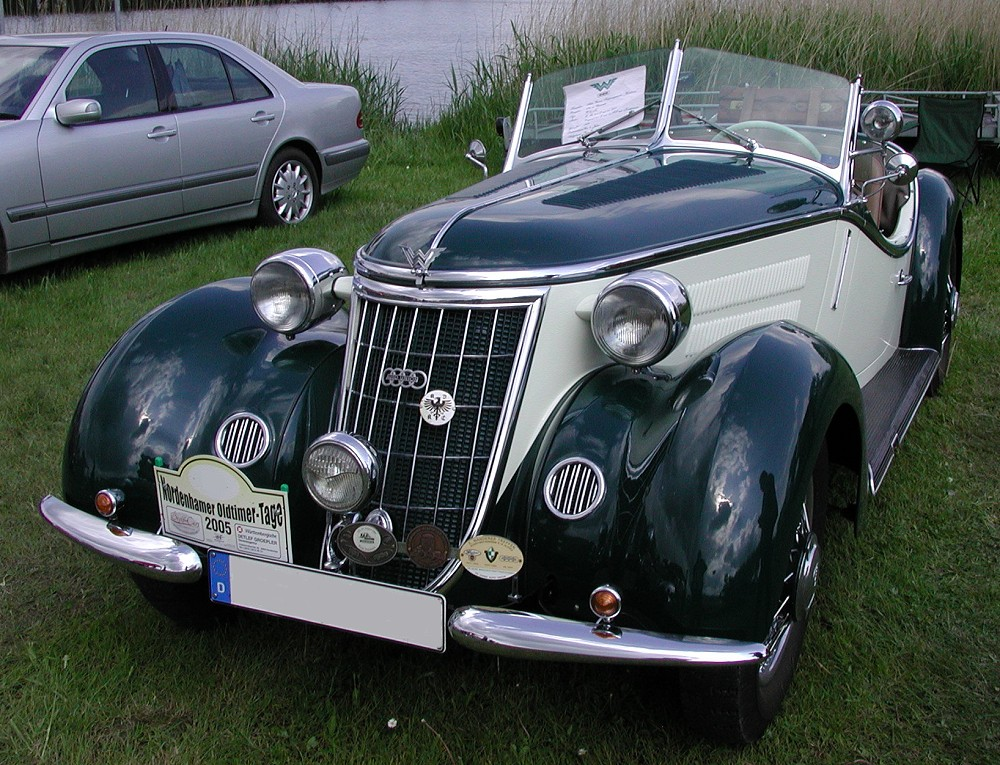
Wanderer, de 1936.

## Modelos Auto Union

### Modelos de Corrida
- Auto Union Type A
- Auto Union Type C
- Auto Union Type D

### Modelos de Rua
- Auto Union DKW Junior
- Auto Union 1000

### Modelos Fora de estrada
- Auto Union Munga